# ブックセラーズ&カンパニー
ブックセラーズ&カンパニー は、紀伊國屋書店、カルチュア・コンビニエンス・クラブ、日本出版販売により設立した会社。
書店主導の出版流通改革するために設立した。

## 沿革
2023年10月2日に設立した。
2024年、精文館書店、八文字屋、啓文社、ふたば書房が、直取引に参画することになった。
2025年、KADOKAWAと直接取引することになった。